# Doilungdêqên
| Tibetische Bezeichnung                           |
| ------------------------------------------------ |
| Tibetische Schrift: སྟོད་ལུང་བདེ་ཆེན་རྫོང་              |
| Wylie-Transliteration: stod lung bde chen rdzong |
| Offizielle Transkription der VRCh: Doilungdêqên  |
| THDL-Transkription: Tölung Dechen                |
| Chinesische Bezeichnung                          |
| Traditionell: 堆龍德慶縣                         |
| Vereinfacht: 堆龙德庆区                          |
| Pinyin:Duīlóngdéqìng Qū                          |

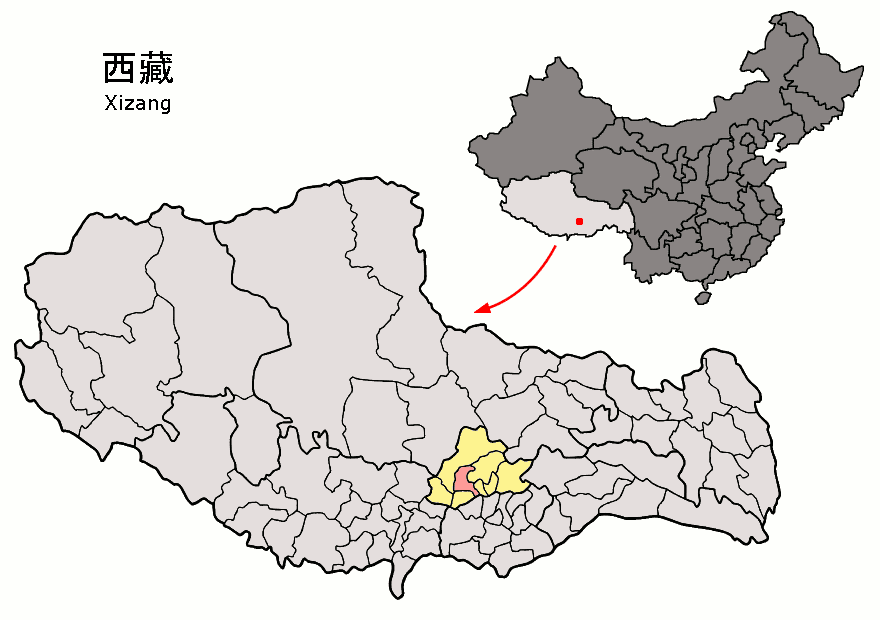
Lage des Kreises Doilungdêqên (rosa) in Lhasa (gelb)

Doilungdêqên (Tölung Dechen) ist ein Bezirk der bezirksfreien Stadt Lhasa des Autonomen Gebiets Tibet der Volksrepublik China. Sein Hauptort ist die Großgemeinde Donggar (gdong dkar གདོང་དཀར་ / Dōnggā Zhèn 东嘎镇). Die Fläche beträgt 2.665 Quadratkilometer und die Einwohnerzahl 137.451 (Stand: Zensus 2020). Das Kloster Tshurphu befindet sich auf seinem Gebiet.

## Administrative Gliederung
Auf Gemeindeebene setzt sich der Bezirk aus zwei Großgemeinden und fünf Gemeinden zusammen.
Diese sind (Pinyin/chin.):
- Großgemeinde Donggar 东嘎镇
- Großgemeinde Naiqung 乃琼镇

- Gemeinde Dêqên 德庆乡
- Gemeinde Mar 马乡
- Gemeinde Gurum 古荣乡
- Gemeinde Yabda 羊达乡
- Gemeinde Niu 柳梧乡